# Liberian Girl
Singles de Michael Jackson
Leave Me Alone
(1989) Black or White
(1991)
Pistes de Bad
Speed Demon
(3) Just Good Friends
(5)
Liberian Girl est une chanson de Michael Jackson qui apparaît en quatrième piste de l'album Bad (1987). Liberian Girl est le neuvième et dernier titre de cet album à avoir été extrait en single. Celui-ci sort pour l'Europe, la Nouvelle-Zélande et l'Australie en 1989.

## Vidéoclip
Dirigé par Jim Yukich, le clip de Liberian Girl est original puisqu'il met à certains moments davantage en avant les dialogues des personnages que la musique elle-même. On y voit apparaître — sans oublier son chimpanzé Bubbles — les amis les plus célèbres de Michael Jackson :
- Paula Abdul
- Rosanna Arquette
- Dan Aykroyd
- Mayim Bialik
- Jackie Collins
- David Copperfield
- Emily Dreyfuss
- Richard Dreyfuss
- Corey Feldman
- Lou Ferrigno
- Debbie Gibson
- Danny Glover
- Steve Guttenberg
- Jasmine Guy
- Whoopi Goldberg
- Sherman Hemsley
- Olivia Hussey
- Amy Irving
- Malcolm-Jamal Warner
- Beverly Johnson
- Quincy Jones
- Don King
- Virginia Madsen
- Olivia Newton-John
- Brigitte Nielsen
- Lou Diamond Phillips
- Ricky Schroder
- Steven Spielberg
- Suzanne Somers
- John Travolta
- Blair Underwood
- Carl Weathers
- Billy Dee Williams
- "Weird Al" Yankovic

Alors que ses amis se demandent où est Michael Jackson dans un studio de tournage, on le voit apparaître à la fin de la vidéo derrière une caméra, ce qui laisse suggérer qu'il a lui-même réalisé le clip.

## Liste des titres
- 7" (45 tours)

1. Liberian Girl (edit) - 3:40
2. Girlfriend - 3:05

- 12" (33 tours)

1. Liberian Girl (edit) - 3:40
2. Get on the Floor - 4:44
3. Girlfriend - 3:05

- CD single (Royaume-Uni)

1. Liberian Girl (edit) – 3:40
2. Girlfriend – 3:05
3. The Lady in My Life – 5:00
4. Get on the Floor – 4:44

- CD 3" (mini-CD)

1. Liberian Girl (edit) – 3:40
2. Get on the Floor – 4:44
3. Girlfriend – 3:05

### SingleLiberian Girl
Audio (CD)
1. Liberian Girl (Edit) – 3:40

Vidéoclip (DVD)
1. Liberian Girl (Official Video) – 3:50

## Accueil

### Critique
L'éditeur du  New York Times  Jon Pareles a écrit qu'une ligne de mélodie de Billie Jean réapparaît dans cette chanson. 
Davitt Sigerson de Rolling Stone a fait l'éloge de la chanson : « Liberian Girl est une chanson riche, sexy », ou encore qu'elle « brille de gratitude pour l'existence d'un être cher ».
En 2003, le magazine britannique Q a classé la chanson à la 1 001e place dans sa liste des « 1 001 meilleures chansons de tous les temps ».

## Classements
Le titre a atteint le Top 20 au Royaume-Uni, en Belgique, aux Pays-Bas, en Suisse, et en France où il a atteint la 15e place des ventes de singles.

## Crédits
- Écrit et composé par : Michael Jackson
- Tambours : Miko Brando, Ollie E. Brown et John Robinson
- Programmation des tambours : Douglas Getschal
- Percussions : Ollie E. Brown et Paulinho da Costa
- Synclavier et effets : Christopher Currell
- Synthétiseurs : John Barnes, Michael Boddicker, David Paich et Larry Williams
- Programmation des synthétiseurs : Steve Porcaro
- Paroles en swahili : Letta Mbulu
- Arrangements rythmiques : Michael Jackson, John Barnes et Quincy Jones
- Arrangements des synthétiseurs : Jerry Hey, John Barnes et Quincy Jones
- Arrangements vocaux : Michael Jackson et John Barnes

## Divers
- Les paroles dites par la chanteuse sud-africaine Letta Mbulu sont en swahili, langue d'Afrique de l'Est. Or Liberian girl évoque une femme du Liberia, pays d'Afrique de l'Ouest. Ces paroles (« Naku penda piya, naku taka piya, mpenziwe ») signifient en français « Je t'aime aussi, je te veux aussi, mon amour »[5]. Au début du clip, c'est le mannequin Beverly Johnson qui mime ces paroles.

- En 1983, la chanson, qui n'était alors qu'en projet, avait été évoquée par Michael Jackson à l'occasion d'une interview privée[6]. Une démo avait ensuite été enregistrée sous le nom de « Pyramid Girl » pour l'album Victory (1984) des Jacksons.

- Dans l'album Bad, un segue (fondu musical) lie les titres Speed Demon et Liberian Girl.